# Кравцов, Алексей Александрович
Алексе́й Алекса́ндрович Кравцо́в (род. 18 марта 1974) — российский легкоатлет, специалист по прыжкам в высоту. Выступал на профессиональном уровне в 1995—2003 годах, чемпион Универсиады в Пекине, победитель и призёр первенств всероссийского значения, участник ряда крупных международных турниров, в том числе чемпионата мира в Эдмонтоне. Представлял Москву, Московскую область и Ставропольский край.

## Биография
Алексей Кравцов родился 18 марта 1974 года.
Впервые заявил о себе в прыжках в высоту в сезоне 1995 года, когда с результатом 2,26 выиграл серебряную медаль на соревнованиях в помещении в Самаре.
В 1998 году занял седьмое место на зимнем чемпионате России в Москве, одержал победу на турнирах в Краснодаре и Ростове, взял бронзу на Мемориале Куца в Москве, выступил на летнем чемпионате России в Москве.
В 1999 году стал четвёртым на зимнем чемпионате России в Москве и пятым на Мемориале Куца в Москве.
В 2000 году показал девятый результат на зимнем чемпионате России в Волгограде, получил серебро на Мемориале братьев Знаменских в Санкт-Петербурге и на чемпионате Москвы, был девятым на летнем чемпионате России в Туле, победил на Мемориале Куца в Москве.
В 2001 году выиграл бронзовую медаль на Рождественском кубке в Москве, получил серебро на чемпионате России среди военнослужащих в Москве и на Кубке губернатора в Самаре, превзошёл всех соперников на открытом чемпионате Москвы, завоевал бронзовую награду на зимнем чемпионате России в Москве. Весной успешно выступил на нескольких международных турнирах в Испании, летом стал шестым на Мемориале братьев Знаменских в Туле, выиграл международные турниры в Эстонии и Ирландии, с личным рекордом взял бронзу на летнем чемпионате России в Туле. Благодаря череде удачных выступлений вошёл в основной состав российской национальной сборной и удостоился права защищать честь страны на чемпионате мира в Эдмонтоне — на предварительном квалификационном этапе прыжков в высоту показал результат 2,20 метра, чего оказалось недостаточно для выхода в финал. Также, будучи студентом, представлял страну на Всемирной Универсиаде в Пекине — здесь в финале прыгнул на 2,28 метра и завоевал золото.
В 2002 году помимо прочего одержал победу на молодёжном открытом чемпионате Москвы, выступал на турнирах в Германии, Чехии, Эстонии, Австрии, Италии.
В 2003 году занял пятое место на зимнем чемпионате России в Москве, принял участие в летнем чемпионате России в Туле. По окончании сезона завершил спортивную карьеру.
Окончил Российскую государственную академию физической культуры.